# Israël op het Junior Eurovisiesongfestival

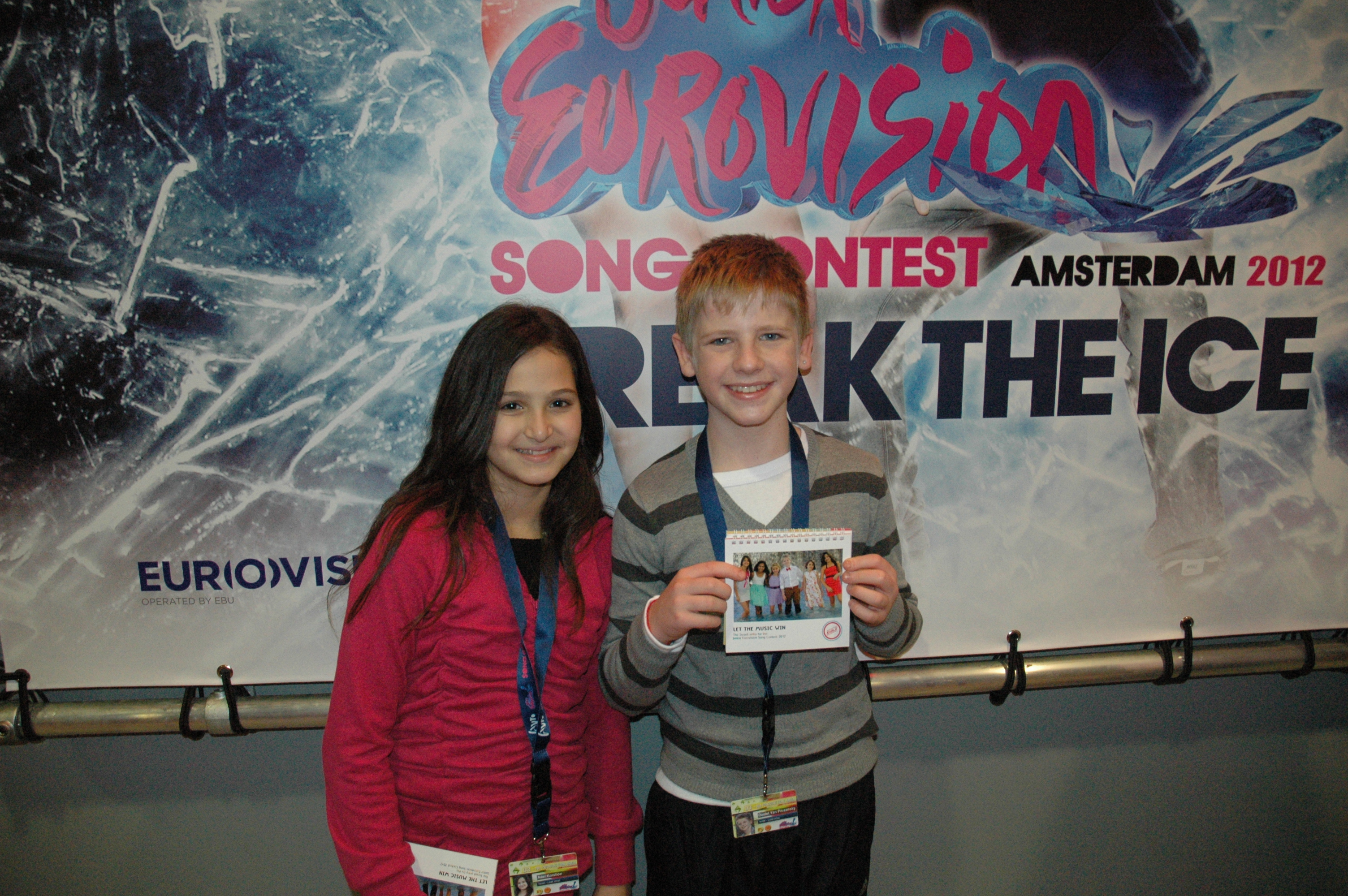
Twee leden van Kids.il, 2012

Israël heeft tot op heden drie keer deelgenomen aan het Junior Eurovisiesongfestival. 

## Geschiedenis
Israël maakte zijn debuut op het Junior Eurovisiesongfestival 2012. Het land had ook in 2004 en in 2008 al interesse in het festival getoond, maar beide keren lukte het niet om een deelname te realiseren. In 2012 lukte dit wel. De groep Kids.il werd intern gekozen. In Amsterdam haalde Israël een achtste plaats. Dit resultaat was lager dan verwacht, waardoor de omroep het jaar daarop afzag van deelname. 
Pas in 2016 keerde het land terug. Ook ditmaal werd de inzending intern gekozen en viel de keuze op het duo Shir & Tim. In Malta werd Israël 15de. Deze uitslag was eveneens teleurstellend, waardoor Israël zich in 2017 weer terugtrok.
In 2018 won het land het Eurovisiesongfestival, waardoor de omroep besloot om terug te keren naar het Junior Eurovisiesongfestival. Noam Dadon ging ditmaal namens Israël naar het festival, maar daar boekte het land met een 14de plaats evenmin veel succes. In 2019 trok Israël zich wederom terug en sindsdien is het land niet meer verschenen op het festival.

## Israëlische deelnames
| Jaar | Artiest    | Lied                | Plaats | Punten | Taal                |
| ---- | ---------- | ------------------- | ------ | ------ | ------------------- |
| 2012 | Kids.il    | Let the music win   | 8      | 68     | Hebreeuws           |
| 2016 | Shir & Tim | Follow my heart     | 15     | 27     | Hebreeuws en Engels |
| 2018 | Noam Dadon | Children like these | 14     | 81     | Hebreeuws           |

| Kleur | Betekenis      |
| ----- | -------------- |
|       | Eerste plaats  |
|       | Tweede plaats  |
|       | Derde plaats   |
|       | Laatste plaats |
|       | Gastland       |

## Gegeven en gekregen punten
| Plaats | Land      | Punten |
| ------ | --------- | ------ |
| 1      | Georgië   | 30     |
| 2      | Armenië   | 24     |
| 3      | Nederland | 23     |
| 3      | Oekraïne  | 23     |
| 5      | Italië    | 21     |

| Plaats | Land      | Punten |
| ------ | --------- | ------ |
| 1      | Oekraïne  | 13     |
| 1      | Rusland   | 13     |
| 3      | Italië    | 10     |
| 4      | Polen     | 9      |
| 5      | Albanië   | 8      |
| 5      | Nederland | 8      |

## Twaalf punten
(Een vetgedrukte editie betekent dat het land die editie won.)
| Twaalf punten gegeven aan: \| Aantal \| Land \| Edities \| \| ------ \| ----------- \| -------- \| \| 1 \| Georgië \| 2018 (J) \| \| 1 \| Nederland \| 2016 (K) \| \| 1 \| Oekraïne \| 2012 \| \| 1 \| Wit-Rusland \| 2016 (J) \| (J) = vakjury; (K) = kinderjury (vanaf 2016) |             |          |
| Aantal | Land        | Edities  |
| 1 | Georgië     | 2018 (J) |
| 1 | Nederland   | 2016 (K) |
| 1 | Oekraïne    | 2012     |
| 1 | Wit-Rusland | 2016 (J) |

2012 · 2013-2015 · 2016 · 2017 · 2018 · 2019-2024